# Tensorfeld
Ein Tensorfeld (unpräzise auch Tensor genannt) wird im mathematischen Teilgebiet der Differentialgeometrie im Besonderen in der Tensoranalysis untersucht. Es handelt sich um eine Funktion, die auf spezielle Weise jedem Punkt eines zugrundeliegenden Raumes einen Tensor zuordnet.

## Definition
Sei {\displaystyle M} eine glatte Mannigfaltigkeit und {\displaystyle T_{s}^{r}(M)} ein (r,s)-Tensorbündel. Ein (r,s)-Tensorfeld ist ein glatter Schnitt im Tensorbündel {\displaystyle T_{s}^{r}(M)}. Die Menge der Tensorfelder wird mit {\displaystyle \Gamma ^{\infty }(T_{s}^{r}(M))} bezeichnet. Diese Menge ist ein Modul über der Algebra {\displaystyle C^{\infty }(M)=\Gamma ^{\infty }(T_{0}^{0}(M))} der glatten Funktionen.

## Beispiele
Sei M eine differenzierbare Mannigfaltigkeit, so ist ein Tensorfeld auf M eine Abbildung, die jedem Punkt einen Tensor zuordnet.
- Riemannsche Metriken sind (0,2)-Tensorfelder.
- Der riemannsche Krümmungstensor ist ein (1,3)-Tensorfeld, das mithilfe der riemannschen Metrik als ein (0,4)-Tensorfeld aufgefasst werden kann.
- Differentialformen vom Grad k, insbesondere das totale Differential einer Funktion im Fall k=1, sind Schnitte von {\displaystyle \textstyle \bigwedge ^{k}\mathrm {T} ^{*}M\subseteq (\mathrm {T} ^{*}M)^{\otimes k}.} Hierbei bezeichnet {\displaystyle T^{*}M} das Kotangentialbündel. Für weitere Informationen siehe auch unter Äußere Algebra nach.
- Der Energie-Impuls-Tensor {\displaystyle T^{\alpha \beta }} und der elektromagnetische Feldstärketensor {\displaystyle F^{\alpha \beta }} (als Beispiel eines Feldstärketensors) in der Relativitätstheorie sind Tensorfelder zweiter Stufe auf der vierdimensionalen Basis des Minkowski-Raums.
- die Spin-Gruppe, deren Darstellungen die oft verwendeten Spinorfelder sind, wird üblicherweise als Teilmenge der Tensorfelder mit Werten in der Clifford-Algebra konstruiert.

## Quelle
- R. Abraham, J. E. Marsden, T. Ratiu: Manifolds, Tensor Analysis, and Applications (= Applied Mathematical Sciences 75). 2nd Edition. Springer-Verlag, New York NY u. a. 1988, ISBN 0-387-96790-7.